# Брутцер
Брутцер — дворянский род.

## Происхождение и история рода
Потомки Кристиана Эберхарда Брутцера.
Его сын, доктор медицины Карл Брутцер (1794—1877) вступил в службу в 1830 году, 7 февраля 1835 утверждён в чине коллежского асессора, 29 апреля 1838 года пожалован ему с потомством диплом на дворянское достоинство.
Его сын — Грегор Брутцер (1834—1883), основоположник психиатрии в Лифляндии. Дети его:
- Грегор Константин Брутцер (1868—1918), журналист, главный редактор газеты Rigaer Tageblatt (1906—1915).
  - Дочь — литературовед Софи Брутцер (1905—1945).
- Эрнст Мартин Брутцер (1873—1940), миссионер в Африке и Индии, пастор.
- Фридрих Брутцер[нем.] (1879—1958), вице-адмирал германского флота.

## Описание герба
В серебряном щите зелёный дуб, обвитый золотой змеёй и поддерживаемый дикарём с дубовым поясом.
Щит увенчан дворянскими шлемом и короной. Нашлемник: зелёный дуб, между двумя чёрными орлиными крыльями. Намёт зелёный с серебром.